# Árabe de Damasco
El árabe de Damasco (shawwam 'arabi), árabe dialectal damasceno (lahje shamiye) o árabe shami es una variedad dialectal del árabe levantino, a su vez un dialecto del árabe, hablado en la capital de Siria, Damasco. Es conocido en el país y en el resto del mundo árabe por ser un dialecto de prestigio. En ello ha ayudado su uso habitual en los medios de comunicación sirios. A veces también se le denomina erróneamente como árabe o dialecto sirio, aunque estos se refieren al grupo de dialectos levantinos en general.

## Historia

### Clasificación
Al igual que otros dialectos levantinos, está influido por el arameo.

### Estudios
El árabe de Damasco es uno de los dialectos del árabe más investigados y representados. Entre los estudios históricolingüísticos del árabe shami destacan: Grotzfeld (1965), Amrbros (1977), Cowell (1964) Cantineau y Helbaoui (1953), Kuhnt (1958), Kassab (1970), Ferguson (1961), Bloch (1964 y 1965), Bergsträsser (1924). Este último incluye alrededor de cincuenta páginas de árabe damasceno transcrito. El Instituto de Lengua de Defensa (Defense Language Institute) de EE. UU., encargado de facilitar las lenguas nativas a los militares estadounidenses que se encuentran en el área, publicó un curso de doce volúmenes para aprender árabe damasceno (1983).
De sus diccionarios que se centran en las variedades antiguas del árabe de Damasco, están Strowasser's (inglés-árabe de Damasco), Țīb al-Kalām (árabe estándar-árabe de Damasco) y el Salamé-Lentin's (francés-árabe de Damasco). Borhan Ahmad ha publicado un diccionario de expresiones idiomáticas.

## Uso moderno

### Medios de comunicación
El árabe de Damasco es el dialecto preferente en los medios de comunicación sirios cuando no se utiliza el árabe estándar moderno (AEM). Tradicionalmente, otro dialecto con gran cobertura en el mundo árabe era el dialecto egipcio. Ejemplo de ello es la serie de TV Bab Al-Hara (2006), hablada enteramente en árabe damasceno y con un público en su culmen de 50 millones de personas. También varios shows turcos usan el árabe damasceno al emitirse en el mundo árabe.

### Literatura
Aunque es poco común que se escriba en alguno de los árabes dialectales (pues se usa el AEM), varias piezas de literatura incluyen dialecto shami, como Yā māl al-Shām de Siham Turjuman, Ḥikāyāt dimašqiyya de Munīr Kayāl y Sirat Al-Malik Al-Zahir Baibars Hsab Al-Riwaya Al-Shamiyya del Instituto Francés del Próximo Oriente.

## Fonología

### Consonantes
|             |             | Labial   | Labial   | Dental | Alveolar | Alveolar | Palatal | Velar | Uvular | Faringeal | Glotal |
| Sencillo    | Enfático    | Sencillo | Enfático | Dental |          |          | Palatal | Velar | Uvular | Faringeal | Glotal |
| ----------- | ----------- | -------- | -------- | ------ | -------- | -------- | ------- | ----- | ------ | --------- | ------ |
| Nasal       | Nasal       | m        | mˤ       |        | n        |          |         |       |        |           |        |
| Oclusiva    | sorda       | (p)      |          |        | t        | tˤ       |         | k     | (q)    |           | ʔ      |
| Oclusiva    | sonora      | b        | bˤ       |        | d        | dˤ       |         | (ɡ)   |        |           |        |
| Fricativa   | sorda       | f        |          | (θ)    | s        | sˤ       | ʃ       | x     |        | ħ         | h      |
| Fricativa   | sonora      | (v)      |          | (ð)    | z        | zˤ       | ʒ       | ɣ     |        | ʕ         |        |
| Vibrante    | Vibrante    |          |          |        | r        |          |         |       |        |           |        |
| Aproximante | Aproximante |          |          |        | l        | lˤ       | j       | w     |        |           |        |

- Los fonemas /p, v, g, q/ aparecen principalmente en préstamos. También /tʃ/ ha sido registrado en préstamos turcos, pero generalmente se articula como /ʃ/.
- /p/ generalmente no es reemplazable por /b/, como en /kɔmpyūtər/ (computadora); aunque [p] no-aspirada es alófono frecuente de /b/ antes de los obstructores sin voz /f, k, x, ħ, q, s, ʃ, sˤ, t, tˤ/ y al final de las frases.[24]
- El fonema uvular /q/ es frecuente en préstamos del árabe clásico y a veces alterna libremente con /ʔ/; pero el uso excesivo de /q/ en lugar del dialectal /ʔ/ (como se usa en algunos dialectos rurales) no se considera como prestigioso en el árabe de Damasco.[25] Una persona que use excesivamente el fonema /q/ en Damasco puede ser motivo de burla (considerado como pueblerino o de provincia).[26]
- Si bien se usan más en dialectos rurales que en el dialecto urbano damasceno,[27] el fonema sordo /θ/ es una variante educada de /s/ y /t/ en palabras con /θ/ en árabe estándar. Del mismo modo, su variante sonora /ð/ es una variante educada de /z/ y /d/ en palabras con /ð/ en árabe estándar. Estas dos variantes se notan principalmente en hombres educados cuyas profesiones requieren el uso frecuente de árabe estándar en su forma escrita y se considera un uso literario, culto y religioso.[28][29]
- Los fonemas /m, b, l/ tienen equivalentes enfáticos (velarizados) pero no existe un método estándar para escribirlos en la escritura árabe. P.ej. los pares mínimos generalmente existen en Mayy (un nombre femenino) mientras que /mˤ/ en ṃayy («agua»), /b/ en bab[h]a («su puerta») y dos /bˤ/ en ḅaḅa («papá»), dos /l/ en 'all[h]a («le dijo») y dos /lˤ/ en aḷḷa[h] (Allah).
- Mientras Lentin argumenta que /r/ contrasta con /rˤ/, como en [i]nhār («se rompió») y nhāṛ («el día»), Cowell niega que exista una distinción /r/ y /rˤ/ en el árabe de Damasco.
- Se hace un uso frecuente de consonantes duplicadas (largas) y la diferencia es fonémica:[30] p.ej. katab («escribió») y kattab («hacer a alguien escribir»), ġani («rico») y ġanni («¡cante!»).
- Por lo general, la velarización de una consonante también velariza las consonantes adyacentes en una palabra o incluso en toda la palabra, pero /e/, /i/ y /ə/ pueden restringirlo.[31][32]

### Vocales
En el árabe de Damasco se pronuncian por regla general diez vocales: cinco cortas (las mismas que en castellano) y cinco largas. También se puede agregar una sexta vocal corta: ə (la schwa inglesa) En el árabe estándar o en el árabe coránico solo existen tres cortas (a, i, u) y tres largas (a:, i:, u:,), pero es común en los árabes dialectales la aparición las vocales e, e: y de o, o:
| Vocal | Ejemplo árabe de Damasco            | Ejemplo español  |
| ----- | ----------------------------------- | ---------------- |
| i:    | /fi:d/ («espabilar»)                | antiinflamatorio |
| e:    | /ze:d/ (nombre de pila masculino)   | Teherán          |
| a:    | /ha:d/ («este»)                     | albahaca         |
| o:    | /xo:d/ («toma»)                     | Campoo           |
| u:    | /hu:d/ (nombre de profeta islámico) | perpétuum        |
| i     | /hidd/ («destruye»)                 | vis              |
| e     | /na:hed/ (nombre de pila masculino) | red              |
| a     | /had/ («destruido»)                 | sal              |
| o     | /hidhod/ («abubilla»)               | sol              |
| u     | /huda/ (nombre de pila femenino)    | sur              |

- No existe una forma estandarizada para representar por escrito los fonemas [e], [o] o [ə]. 
  - [e] e [i] se consideran kasrah (ـِ)
  - [u] y [o] se consideran dhammah (ـُ)
  - [ə] se representa por ambos signos diacríticos.
  - Del mismo modo, /e:/ y /i:/ se consideran mad bil-ya, mientras que /o:/ y /u:/ se consideran mad bil-waw. Solo se pueden escribir seis vocales con la escritura árabe estándar y, como tal, la mayoría de los hablantes del árabe damasceno pueden describirlos fácilmente en árabe, mientras que este no es el caso para las otras vocales.
- La calidad fonémica de [e], [o] y [ə] es cuestionada por algunos investigadores que los analizan como alófonos; sin embargo, Lentin analiza cada sílaba no final /e, i, u, o/ como /ə/ aunque esta /ə/ tiene diferentes alófonos.
- Por lo general, la mayoría de los diptongos en árabe clásico están monofonizados en el árabe de Damasco con un patrón fijo: *aw = /o:/, *ay = /e:/, *ey y *əy = /i:/, *əw = /u:/
- Las excepciones a esto incluyen: *aww y *ayy se conservan (aunque al final de las sílabas cambian a *aw y *ay), las restricciones morfológicas ocasionalmente impiden la monoftonización y los diptongos pueden ocurrir como préstamos del árabe clásico.[34]

### Entonación
Una de las características más distintivas de l árabe de Damasco, que es más pronunciada en los barrios antiguos, es el alargamiento de la última vocal de las oraciones interrogativas y exclamativas. Esta entonación tiene una peculiar cualidad cantarina , por lo que algunos lo describen como «cantar» en lugar de hablar, cuando se compara con otros árabes como el árabe egipcio.
El actor del personaje Moataz de Bab al-Hara (Wael Sharaf) es bastante famoso por esta entonación cantarina en sus diálogos, lo cual es motivo de burla para los no hablantes de árabe damasceno.

## Variaciones

### Influencias del árabe estándar moderno
Debido a que la educación pública de Siria se da en árabe estándar moderno (así como los medios de comunicación), el árabe damasceno está sujeto a variaciones hacia el clasicismo, el pseudo-clasicismo, los neologismos y el lenguaje periodístico; Las características locales se están abandonando rápidamente a favor de tales usos. Por ejemplo, zōzi («mi esposo») está siendo reemplazado por žōzi y también ha surgido la nueva variante semiclásica zōži. Esta rápida influencia puede considerarse la principal diferencia entre las versiones del árabe de Damasco tradicional y contemporánea.

### Religión
La velarización tiende a ser más pronunciada en los barrios cristianos.
Los judíos en Iskenderun y Antakya solían hablar con dialectos muy cercanos a los dialectos urbanos de Damasco y Alepo debido a su interacción con los judíos de allí, lo que los diferenciaba de las personas que vivían allí. Los judíos sirios también solían pronunciar préstamos en hebreo que contenían ח, ע, צ y ט con sus equivalentes bíblicos hebreos y árabes.

### Barrios tradicionales y nuevos
La velarización tiende para ser más pronunciado en barrios antiguos, como en al-Mīdān.

## Estereotipo
En otras ciudades de Siria, como Alepo (con la que Damasco tiene una tradicional rivalidad) el shami se considera a veces afeminado. Esto se debe a su fonología suavizada, por ejemplo con el enmudecimiento de la qaf (ق), que originalmente era una oclusiva uvular sorda /q/).